# 2K Play
2K Play es una subsidiaria de Take-Two Interactive

## Historia
2K Play es una distribuidora y desarrolladora americana, su producción está enfocada al público familiar e infantil. Pertenece como subsidiaria a Take-Two Interactive. Abarca el primer juego de la desarrolladora Global Star Software, fundada en 1992 por Ari Firestone y más tarde vendido a Take-Two Interactive. Ha hecho juegos como Carnival Games